# Waller County
Waller County är ett administrativt område i delstaten Texas, USA, med 43 205 invånare (2010). Den administrativa huvudorten (county seat) är Hempstead. 

## Geografi
Enligt United States Census Bureau har countyt en total area på 1 342 km². 1 331 av den arean är land och 13 km² är vatten.

### Angränsande countyn
- Grimes County - norr
- Montgomery County - nordost
- Harris County - öster
- Fort Bend County - söder
- Austin County - väster
- Washington County - nordväst

### Orter
- Brookshire
- Hempstead (huvudort)
- Katy (delvis i Harris County, delvis i Fort Bend County)
- Pattison
- Pine Island
- Prairie View
- Waller (delvis i Harris County)